# Sara Saldaña
Sara Saldaña López (Leganés, 25 de julio de 2000) es una deportista española que compite en natación sincronizada.
Ganó cinco medallas en el Campeonato Mundial de Natación entre los años 2023 y 2025, y seis medallas en el Campeonato Europeo de Natación entre los años 2018 y 2025. En los Juegos Europeos consiguió tres medallas, en los años 2015 y 2023.
Estudió el grado en Diseño Digital en la Universidad Internacional de La Rioja.

## Palmarés internacional
| Campeonato Mundial | Campeonato Mundial    | Campeonato Mundial | Campeonato Mundial |
| Año                | Lugar                 | Medalla            | Prueba             |
| ------------------ | --------------------- | ------------------ | ------------------ |
| 2023               | Fukuoka (Japón)       | Medalla de oro     | Equipo técnico     |
| 2024               | Doha (Catar)          | Medalla de plata   | Equipo técnico     |
| 2025               | Singapur (Singapur)   | Medalla de bronce  | Equipo técnico     |
| 2025               | Singapur (Singapur)   | Medalla de bronce  | Equipo libre       |
| 2025               | Singapur (Singapur)   | Medalla de bronce  | Rutina acrobática  |
| Juegos Europeos    |                       |                    |                    |
| Año                | Lugar                 | Medalla            | Prueba             |
| 2015               | Bakú (Azerbaiyán)     | Medalla de plata   | Combinación libre  |
| 2023               | Oświęcim (Polonia)    | Medalla de oro     | Equipo técnico     |
| 2023               | Oświęcim (Polonia)    | Medalla de oro     | Equipo libre       |
| Campeonato Europeo |                       |                    |                    |
| Año                | Lugar                 | Medalla            | Prueba             |
| 2018               | Glasgow (Reino Unido) | Medalla de bronce  | Combinación libre  |
| 2021               | Budapest (Hungría)    | Medalla de plata   | Equipo libre       |
| 2021               | Budapest (Hungría)    | Medalla de bronce  | Equipo técnico     |
| 2025               | Funchal (Portugal)    | Medalla de oro     | Equipo técnico     |
| 2025               | Funchal (Portugal)    | Medalla de oro     | Equipo libre       |
| 2025               | Funchal (Portugal)    | Medalla de bronce  | Rutina acrobática  |